# Петька 007: Золото Партии
«Пе́тька 007: Зо́лото Па́ртии» — компьютерная игра в жанре графический квест, разработанная компанией «Сатурн-плюс» и выпущенная компанией «Бука» для операционной системы Windows 28 сентября 2006 года. Является продолжением игры «Петька 6: Новая реальность» и седьмой в серии игр «Петька и Василий Иванович».

## Игровой процесс
Игра «Петька 007: Золото Партии» является трёхмерной графической приключенческой игрой от третьего лица. Как и в других квестах, игрок, по мере развития сюжета, должен исследовать игровое пространство, подбирать и использовать предметы, решать загадки, разговаривать с персонажами. Подобно предыдущим играм серии, всё игровое пространство разделено на сцены. На каждой сцене обычно присутствуют предметы и персонажи, с которыми герои могут взаимодействовать, а также переходы на соседние сцены. Курсор, наведённый на активную зону, показывает возможное действие героев («идти», «осмотреть», «действие», «поговорить»). Для быстрого перемещения между посещёнными сценами на некоторых локациях игрок также может использовать карту.
В игре есть три управляемых персонажа — Петька, Василий Иванович Чапаев и Анка. Игрок может сменять активного персонажа на другого, если он доступен для управления в данный момент игры. В зависимости от выбранного персонажа эффект от совершаемых игроком действий может различаться. Для управления используется метод point-and-click. У героев есть инвентарь для хранения предметов. Предметы из инвентаря можно применять на других предметах и персонажах локаций (в том числе и на самих героях), совмещать между собой, а также рассматривать и разбирать.
Также в игре присутствует мини-игра «Пэкмен», в которой игрок, управляя по очереди Петькой, Фурмановым и Василием Ивановичем, должен собрать предметы на трёх уровнях различной сложности, избегая при этом столкновений с монстрами.

## Сюжет
Петька и Василий Иванович прибывают на крейсер «Очаков» для выполнения секретного задания государственной важности. На задание была отправлена экспедиция во главе с Фурмановым. Герои восхищаются кораблём, оснащённым по последнему слову техники. Вдруг Петька нажимает на красную кнопку на мостике капитана, в результате чего корабль перемещается в 1969 год (на корабле установлена машина времени). Фурманов ударяется о руль и теряет сознание. Вместе с этим крейсер таранит проплывавшую неподалёку яхту, на которой находились фотомодели и Хью Хеффнер — медиамагнат. Экипаж крейсера «Очаков» спасает пассажиров яхты, и, так как Фурманов не в состоянии управлять судном, вместо него у штурвала временно становится Хеффнер.
Поскольку Фурманов — единственный на корабле, кто знает все подробности задания, необходимо привести его в чувство. Сделать это может только Кузьмич, судовой врач. Однако тот капризничает и требует привести к нему девушку мечты. Петьке и Чапаеву приходится устроить рандеву Кузьмича с каждой из фотомоделей, для этого герои тщательно обследуют корабль и общаются с членами экипажа и пассажирами. После этого Кузьмич даёт героям медицинскую энциклопедию. Придя в себя, Фурманов объясняет, что пункт назначения экспедиции — Бермудский треугольник, в котором необходимо совершить погружение и достать со дна золотые слитки партии.
Крейсер отправляется во Францию, где к экспедиции присоединяется Жак Кусто, специалист по глубоководным погружениям. Кусто рассказывает, что собирался отправиться в поиски Атлантиды, но его корабль и команда были захвачены, а его самого ссадили и заперли в таверне. Если злодеям достанется технология атлантов, то человечеству угрожает опасность. Во время транспортировки батискафа, предоставленного Кусто, «какой-то сумасшедший китаец» (как выяснится позже, это был Страшный Ы, помощник доктора Да) перерубил трос, на котором батискаф держался. Но в конечном счёте батискаф всё же был доставлен на борт. В это же время Василий Иванович связывается через пространственно-временной коммуникатор с Анкой. Анка докладывает, что находится на острове, где расположена база доктора Да. Она пытается предупредить Василия Ивановича о грядущей опасности, но связь обрывается. Переданные координаты острова оказываются повреждены. Фурманов даёт приказ отчалить.
По прибытии на место, Петька, Василий Иванович и Фурманов совершают погружение на дно океана. Во время погружения они видят останки кораблей с разбросанными одиночными слитками золота: очевидно, золото было похищено раньше. Вдруг трос обрывается, и батискаф падает на дно, прямо на пирамиду, построенную атлантами. Осмотревшись вокруг, герои решают проникнуть внутрь пирамиды и попадают в огромное помещение с алтарём. Они активируют алтарь, появляется изображение Анки: она говорит, что доктору Да удалось использовать силы этой пирамиды для постройки своего оружия и теперь всё готово к осуществлению коварных планов. Но тут появляется доктор Да и открывает под героями люки.
Петька и Чапаев приходят в себя на каком-то тропическом острове. Пробившись сквозь джунгли, герои попадают во двор замка. Петьке удаётся заглянуть в окно помещения замка, где доктор Да и его помощник Страшный Ы пытают Анку. Петька освобождает Анку. Далее герои проникают в замок, где доктор Да уже превратил пленного Фурманова в инопланетянина. По собственной неосторожности, доктор попадает в лапы пришельцев и оказывается задушенным. Однако перед смертью он успел включить обратный отсчёт запуска оружия, которое уничтожит человечество. Герои пытаются остановить машину, но тщетно. Обыгрывается проигрышная концовка.
Чтобы предотвратить катастрофу, Анке приходится вернуться на машине времени назад в то время, когда оружие ещё только собиралось. Там она меняет в чертежах цвета кабелей, в результате чего в будущем Петька рубит другой кабель. Но пушка выстреливает в вулкан, что вызывает его извержение. Героям приходится бежать с острова, захватив с собой местного профессора с дочерью и инопланетян. Найдя корабль в форме жёлтой подводной лодки и отплыв на порядочное расстояние, герои видят, как остров взрывается. Планы доктора Да сорваны. По предложению Василия Ивановича корабль улетает к инопланетянам.

## Разработка
| Системные требования    | Системные требования                    | Системные требования                    |
| ----------------------- | --------------------------------------- | --------------------------------------- |
|                         | Минимальные                             | Рекомендуемые                           |
| Windows                 |                                         |                                         |
| ОС                      | Windows 2000/XP                         | Windows 2000/XP                         |
| ЦПУ                     | Pentium III 700 МГц                     | Pentium III 1000 МГц                    |
| Объём ОЗУ               | 64 МБ                                   | 128 МБ                                  |
| Место на диске          | 1,3 ГБ                                  | 1,6 ГБ                                  |
| Информационный носитель | 8x-скоростной CD-ROM                    | 16x-скоростной CD-ROM                   |
| Видеокарта              | NVIDIA GeForce 2/ATI Radeon 7500        | NVIDIA GeForce 3/ATI Radeon 9600        |
| Звуковая плата          | DirectX 9.0c-совместимая звуковая карта | DirectX 9.0c-совместимая звуковая карта |
| Устройства ввода        | Microsoft-совместимая мышь              | Microsoft-совместимая мышь              |